# Kamienica przy ulicy Wenecja 4a w Krakowie
Kamienica przy ulicy Wenecja 4a – zabytkowa kamienica znajdująca się w Krakowie, w dzielnicy I Stare Miasto przy ulicy Wenecja, na Piasku.
Kamienica została wzniesiona w 1936 roku według projektu architekta Franciszka Mączyńskiego.
Budynek został wpisany do gminnej ewidencji zabytków. Znajduje się na obszarze Piasku, którego układ urbanistyczny został wpisany 15 października 2015 do rejestru zabytków.